# Signiphora fax
Signiphora fax är en stekelart som beskrevs av Girault 1913. Signiphora fax ingår i släktet Signiphora och familjen långklubbsteklar. Inga underarter finns listade i Catalogue of Life.